# Мартиросян, Радик Мартиросович
Ра́дик Мартиро́сович Мартирося́н (арм. Ռադիկ Մարտիրոսի Մարտիրոսյան; 1 мая 1936, село Мадагиз, Нагорно-Карабахская АО, Азербайджанская ССР — 5 мая 2025) — советский и армянский физик, специалист по квантовой электронике, радиофизике и радиоастрономии.
Академик АН Армянской ССР (1990, член-корреспондент с 1986 года), доктор физико-математических наук (1980), профессор.
В 1993—2006 годах — ректор Ереванского государственного университета, в 2006—2021 годах — президент Национальной академии наук Республики Армения.

## Биография
Радик Мартиросович Мартиросян родился 1 мая 1936 года в селе Мадагис НКАО Азербайджанской ССР.
- 1953 — окончил местную среднюю школу.
- 1958 — с отличием окончил физико-математический факультет Ереванского государственного университета по специальности «астрофизика».
- 1964—1968 — обучался в аспирантуре Физического института имени П. Н. Лебедева АН СССР. В аспирантуре под руководством академика А. М. Прохорова выполнил ряд исследований по созданию эффективных квантовых усилителей дециметрового диапазона длин волн. Разработанный им квантовый усилитель на волне 21 см со связанными активными резонаторами был первым в СССР, успешно применённым в радиоастрономии.
- С 1964 года работает в Институте радиофизики и электроники АН Армянской ССР, где создал новое научное направление по поиску и исследованию новых активных веществ, необходимых для создания высокоэффективных квантовых усилителей в различных диапазонах электромагнитных волн сверхвысоких частот.
- С 1965 года преподает в Ереванском государственном университете, читал общие и специальные курсы по радиофизике.
- 1980—1991 — директор Института радиофизики и электроники АН Армянской ССР.
- 1983—1986 — декан радиофизического факультета Ереванского государственного университета.
- 1987 — в Институте радиофизики и электроники АН Армянской ССР под его руководством велись фундаментальные и прикладные исследования в области высокотемпературной сверхпроводимости. Впервые обнаружено интенсивное квази-монохроматическое собственное излучение в сверхвысокочастотном диапазоне в мостиковых пленочных структурах из высокотемпературного сверхпроводника.
- 1993—2006 — ректор Ереванского государственного университета. За короткий срок им были разработаны программы по преодолению трудностей, связанных с материально-технической базой образования и научных исследований, а также по подготовке кадров высокой квалификации.
- 2006—2021 — президент Национальной академии наук Республики Армения.

28 октября 2016 года избран иностранным членом Российской академии наук по специальности «общая физика и астрономия».
В октябре 2018 года избран иностранным членом Национальной академии наук Казахстана.
Являлся вице-президентом Международной ассоциации академий наук.
Автор более 200 научных статей и 3 монографий, две из которых изданы в Швеции и США.
Скончался 5 мая 2025 года.

## Награды
- Орден Святого Месропа Маштоца (1999).
- Орден «За заслуги перед Отечеством» 1 степени (29 декабря 2017 года) — за значительный вклад в развитие науки и многолетнюю неустанную научно-просветительскую деятельность[4].
- Орден Октябрьской Революции (20 августа 1986 года).
- Орден Дружбы народов (1985).
- Орден «Знак Почёта» (1981).
- Медаль «За заслуги перед Отечеством» 1-й степени (28 декабря 2012 года) — за многолетнюю и плодотворную работу в системе государственного управления Республики Армения, значительный вклад в государственное строительство[5]
- Орден «Месроп Маштоц» (НКР, 2005).
- Кавалер ордена Академических пальм (Франция, 2005).
- Кавалер ордена Звезды итальянской солидарности (Италия, 2004).
- Государственная премия Армянской ССР в области науки и техники (1988).
- Государственная премия Украинской ССР в области науки и техники (1989) — за цикл работ, посвященных фундаментальным исследованиям физических основ квантового усиления в миллиметровом диапазоне.
- Золотая медаль имени В. И. Вернадского Национальной академии наук Украины (2018)[6].
- Золотая медаль Академии наук Молдавии (2018)[6].